# Макгрегор, Ли
Ли Макгрегор (англ. Lee McGregor, 24 декабря 1996, Эдинбург, Великобритания) — британский и шотландский боксёр-профессионал.
Чемпион Шотландии среди любителей (2016, 2017). Достижения среди профессионалов: чемпион Великобритании (2019), стран Содружества наций (2018—2019) и Европы (EBU, 2021) в легчайшем весе.

## Биография
Родился 24 декабря 1996 года в Эдинбурге, Шотландия.

## Любительская карьера
Увлёктся боксом под влиянием отца, который является поклонником этого вида спорта.
Занимался боксом в «Clovenstone Amateur Boxing Club».

### Чемпионат Шотландии 2016
Выступал в легчайшем весе (до 56 кг). В четвертьфинале победил Стивена Бойла. В полуфинале победил Мэтта Миддлтона. В финале победил Райана Маккатчена.

### Чемпионат Шотландии 2017
Выступал в легчайшем весе (до 56 кг). В полуфинале победил Гари Монкхауса. В финале победил Джека Тёрнера.

### Чемпионат Европы 2017
Выступал в легчайшем весе (до 56 кг). В 1/16 финала победил немца Омара Эль Хага. В 1/8 финала победил россиянина Бахтовара Назирова. В четвертьфинале проиграл украинцу Николаю Буценко.

### Чемпионат мира 2017
Выступал в легчайшем весе (до 56 кг). В 1/16 финала победил вануатца Лионеля Варавару. В 1/8 финала проиграл американцу Дюку Рэгану.

## Профессиональная карьера
Тренируется у Шейна Макгигана.
В октябре 2017 года подписал контракт с промоутерской компанией «Cyclone Promotions».
Дебютировал на профессиональном ринге 11 ноября 2017 года, одержав победу нокаутом в 1-м раунде.
23 июня 2018 года нокаутировал в 4-м раунде танзанийца Гудлак Мрема и завоевал вакантный титул IBF Youth в легчайшем весе.
13 октября 2018 года нокаутировал в 12-м раунде камерунца Тома Эссомба и завоевал вакантный титул чемпиона стран Содружества наций в легчайшем весе.
22 июня 2019 года нокаутировал в 8-м раунде британца Скотта Аллана и защитил титул чемпиона стран Содружества.
16 ноября 2019 года победил по очкам британца Кэша Фарука. Защитил титул чемпиона стран Содружества и завоевал титул чемпиона Великобритании.
19 марта 2021 года нокаутировал в 1-м раунде француза Карима Гуерфи и завоевал титул чемпиона Европы (EBU) в легчайшем весе.
6 августа 2021 года нокаутировал в 4-м раунде не имеющего поражений француза Винсана Леграна и защитил титул чемпиона Европы (EBU) в легчайшем весе.

## Статистика боёв
В таблице перечислены результаты всех поединков боксёров.
В каждой строке указан результат поединка. Дополнительно номер поединка обозначен цветом, который обозначает итог поединка. Расшифровка обозначений и цветов представлена в нижеследующей таблице.
| Пример | Расшифровка                     |
| ------ | ------------------------------- |
|        | Победа                          |
|        | Ничья                           |
|        | Поражение                       |
|        | Планируемый поединок            |
|        | Поединок признан несостоявшимся |
| КО     | Нокаут                          |
| ТКО    | Технический нокаут              |
| PTS    | Решение судей (по очкам)        |
| UD     | Единогласное решение судей      |
| MD     | Решение большинства судей       |
| SD     | Раздельное решение судей        |
| RTD    | Отказ от продолжения боя        |
| DQ     | Дисквалификация                 |
| NC     | Поединок признан несостоявшимся |

| 18 поединков, 15 побед (11 нокаутом), 1 ничья, 2 поражения. | 18 поединков, 15 побед (11 нокаутом), 1 ничья, 2 поражения. | 18 поединков, 15 побед (11 нокаутом), 1 ничья, 2 поражения. | 18 поединков, 15 побед (11 нокаутом), 1 ничья, 2 поражения. | 18 поединков, 15 побед (11 нокаутом), 1 ничья, 2 поражения. | 18 поединков, 15 побед (11 нокаутом), 1 ничья, 2 поражения.                                                                                           | 18 поединков, 15 побед (11 нокаутом), 1 ничья, 2 поражения. |
| Бой                                                         | Дата                                                        | Соперник                                                    | Место проведения                                            | Результат                                                   | Примечание |                                                             |
| ----------------------------------------------------------- | ----------------------------------------------------------- | ----------------------------------------------------------- | ----------------------------------------------------------- | ----------------------------------------------------------- | --- | ----------------------------------------------------------- |
| 18                                                          | 24 мая 2025                                                 | Натаниэль Коллинс (16-0)                                    | SSE Hydro, Глазго, Шотландия, Великобритания                | TKO 4 (12), 1:45                                            | Вакантный титул WBC Silver в полулёгком весе. Макгрегор три раза в нокдауне в 4-м раунде.                                                             |                                                             |
| 17                                                          | 21 декабря 2024                                             | Айзек Лоу (25-2-3)                                          | Kingdom Arena, Эр-Рияд, Саудовская Аравия                   | UD 10                                                       | Бой за вакантный титул по версии WBC International в полулёгком весе. Счёт судей: 97-91, 96-92, 97-91.                                                |                                                             |
| 16                                                          | 4 октября 2024                                              | Дейнер Поло (6-3-2)                                         | Caledonia Gladiators Arena, Ист-Килбрайд, Великобритания    | TKO 3 (6), 1:56                                             | |                                                             |
| 15                                                          | 18 мая 2024                                                 | Хорхе Мойя (15-5-1)                                         | DoubleTree Hilton Hotel, Глазго, Великобритания             | TKO 2 (8), 0:21                                             | |                                                             |
| 14                                                          | 21 июля 2023                                                | Эрик Роблес Айяла (13-1)                                    | Стадион Медоубанк, Эдинбург, Великобритания                 | UD 12                                                       | Вакантный титул чемпиона мира во 2-м легчайшем весе по версии IBO. Счёт: 113-116 и 113-115 (дважды).                                                  |                                                             |
| 13                                                          | 4 марта 2023                                                | Алексис Бурейма Каборе (29-7)                               | Utilita Arena Newcastle, Ньюкасл-апон-Тайн, Великобритания  | PTS 8                                                       | Счёт судей: 79-74. |                                                             |
| 12                                                          | 11 февраля 2022                                             | Диего Альберто Руис (23-4)                                  | Йорк-холл, Лондон, Великобритания                           | PTS 10                                                      | Счёт судей: 95-95. |                                                             |
| 11                                                          | 6 августа 2021                                              | Винсан Легран (32-0)                                        | Falls Park, Белфаст, Великобритания                         | KO 4 (12)                                                   | Чемпиогн Европы (EBU) в легчайшем весе (1-я защита Макгрегора). Макгрегор в нокдауне во 2-м раунде. Легран в нокдауне в 4-м раунде.                   |                                                             |
| 10                                                          | 19 марта 2021                                               | Карим Гуерфи (29-4)                                         | Bolton Whites Hotel, Болтон, Великобритания                 | TKO 1 (12)                                                  | Чемпиогн Европы (EBU) в легчайшем весе (1-я защита Гуерфи).                                                                                           |                                                             |
| 9                                                           | 26 августа 2020                                             | Райан Уокер (11-1)                                          | Production Park Studios, Южный Киркби, Великобритания       | TKO 5 (10)                                                  | |                                                             |
| 8                                                           | 16 ноября 2019                                              | Кэш Фарук (13-0)                                            | Emirates Arena, Глазго, Великобритания                      | SD 12                                                       | Чемпион стран Содружества наций (2-я защита Макгрегора) и Великобритании (4-я защита Фарука) в легчайшем весе. Счёт судей: 114-113, 113-114, 115-112. |                                                             |
| 7                                                           | 22 июня 2019                                                | Скотт Аллан (9-3-1)                                         | Emirates Arena, Глазго, Великобритания                      | TKO 8 (12)                                                  | Чемпион стран Содружества наций в легчайшем весе (1-я защита Макгрегора).                                                                             |                                                             |
| 6                                                           | 18 мая 2019                                                 | Бретт Фидо (13-50-5)                                        | SSE Hydro, Глазго, Великобритания                           | PTS 6                                                       | Счёт судей: 60-54. |                                                             |
| 5                                                           | 13 октября 2018                                             | Тома Эссомба (8-4)                                          | Йорк-холл, Лондон, Великобритания                           | KO 12 (12)                                                  | Вакантный титул чемпиона стран Содружества наций в легчайшем весе. Макгрегор в нокдауне в 4-м раунде.                                                 |                                                             |
| 4                                                           | 23 июня 2018                                                | Гудлак Мрема (22-2)                                         | SSE Hydro, Глазго, Великобритания                           | TKO 4 (10)                                                  | Вакантный титул IBF Youth в легчайшем весе. |                                                             |
| 3                                                           | 3 марта 2018                                                | Пабло Нарваэс (9-5-6)                                       | SSE Hydro, Глазго, Великобритания                           | TKO 2 (8)                                                   | |                                                             |
| 2                                                           | 2 декабря 2017                                              | Камил Яворек (4-8)                                          | Лестер Арена, Лестер, Великобритания                        | TKO 2 (4)                                                   | Яворек в нокдауне в 1-м и во 2-м раундах. |                                                             |
| 1                                                           | 11 ноября 2017                                              | Стефан Сашев (3-14)                                         | Royal Highland Centre, Эдинбург, Великобритания             | TKO 1 (4)                                                   | |                                                             |
| Бой                                                         | Дата                                                        | Соперник                                                    | Место проведения                                            | Результат                                                   | Примечание |                                                             |

## Титулы и достижения

### Любительские
- 2016  Чемпион Шотландии в легчайшем весе (до 56 кг).
- 2017  Чемпион Шотландии в легчайшем весе (до 56 кг).

### Профессиональные
- Титул IBF Youth в легчайшем весе (2018—н. в.).
- Чемпион стран Содружества наций в легчайшем весе (2018—2019).
- Чемпион Великобритании в легчайшем весе (2019).
- Чемпион Европы (EBU) в легчайшем весе (2021).
- Титул WBC International в полулёгком весе (2024—н. в.).

## Личная жизнь
Болеет за футбольный клуб «Харт оф Мидлотиан».